# Ersatz (album)
Pour les articles homonymes, voir Ersatz.
Albums de Julien Doré
Bichon
(2011)
Singles
1. Les Limites
Sortie : 31 mars 2008
2. Figures imposées
Sortie : 17 octobre 2008
3. Les bords de mer
Sortie : 24 mai 2009

Ersatz est le premier album studio de Julien Doré, sorti le 16 juin 2008.
Le clip du premier single, Les Limites, est inspiré du clip Chez les Yéyés de Serge Gainsbourg.
Écoulé à plus de 260 000 exemplaires, l'album est certifié disque de platine et récompensé aux Victoires de la musique 2009 dans la catégorie « album révélation de l'année ».

## Réception

### Critiques
L'album a reçu majoritairement des critiques positives. Pour Le Soir, « Julien [Doré] nous revient avec un disque réellement réussi. À la fois séduisant et audacieux, personnel et très bien écrit. [...] Doré prouve à ceux qui en doutaient encore qu’il est bourré de talents et, qu’à l’instar d’un Christophe Willem, il est là pour un bon bout de temps. ». Pour 20 minutes, il y a « beaucoup d'étiquettes pour un jeune chanteur. Son premier album, Ersatz, les arrache toutes. ». Pour RTL Info.be, « dès les premières notes, on est surpris... agréablement. Julien s’est affranchi. Ou plutôt il se révèle » dans « des compositions de très bonnes factures ». Pour Le Journal du dimanche, « musicalement, l'album pourra surprendre les fans du Doré de La Nouvelle Star », « ses délires fumeux sortis de sa plume selon le mode de "l'écriture automatique" sonnent prétentieux. Idem quand il raille avec un maniérisme faussement décadent les nuits parisiennes fréquentées avec assiduité : "Je me suis calmé, je n'ai pas envie de devenir juste un people." »

## Liste des chansons
| No  | Titre                   | Paroles                           | Durée |
| --- | ----------------------- | --------------------------------- | ----- |
| 1.  | Acacia                  | Morgane Imbeaud, Mark Daumail     | 3:05  |
| 2.  | Les Bords de mer        | Julien Doré                       | 3:38  |
| 3.  | Les Limites             | David Scrima                      | 2:20  |
| 4.  | Bouche pute             | J. Doré                           | 4:53  |
| 5.  | Figures imposées        | M. Imbeaud, M. Daumail            | 3:11  |
| 6.  | Dans tes rêves          | D. Scrima                         | 1:46  |
| 7.  | Pudding morphina        | J. Doré                           | 3:47  |
| 8.  | Piano Lys               | J. Doré                           | 3:21  |
| 9.  | Soirées parisiennes     | Babx                              | 3:07  |
| 10. | J'aime pas              | Jérôme Van Den Hole               | 4:15  |
| 11. | First Lady              | Babx                              | 3:35  |
| 12. | SS in Uruguay           | Serge Gainsbourg                  | 2:12  |
| 13. | Los Angeles             | J. Doré                           | 2:23  |
| 14. | De mots (Duo avec Arno) | Arno/Guillaume De Molina, J. Doré | 4:02  |

| 15. | I'm Drunk (Édition iTunes version vidéo) | J. Doré   | 2:30 |
| 16. | Les Limites (Clip vidéo 1)               | D. Scrima | 2:18 |
| 17. | Les Limites (Clip vidéo 2)               | D. Scrima | 2:20 |
| 18. | Les Limites (Clip vidéo 3)               | D. Scrima | 2:24 |

## Clips vidéo
- Les limites, le clip s'est sans aucun doute inspiré de celui de Serge Gainsbourg chantant Chez les yéyés sur le plateau de l'émission Top à Cassel en 1964 où on le voit, avec Jean-Pierre Cassel dansant en arrière-plan[10].
- Les limites, version 2
- Les limites, version web
- Figures imposées, on plonge dans les images chères aux années 80 dont quelques séquences ne sont pas sans rappeler au film Flashdance, avec les participations surprenantes Catherine Deneuve en rollers et Christian Morin.
- Les bords de mer, un autre clip en noir et blanc qui rappelle celui de Madonna avec son fameux titre Cherish, se roulant dans l'écume.